# Brazilsko-peruanska granica
Granica između Brazila i Perua nalazi se u amazonskoj prašumi. Brazilske države Amazonas i Acre graniče s istočnim peruanskim regijama Loreto, Ucayali i Madre de Dios. Dio razgraničenja utvrđen je Ugovorom iz Rio de Janeira 1909.

## Odnosi Brazila i Perua
Godine 2013. proslavljena je deseta godišnjica Strateškog saveza između Brazila i Perua. Povodom te obljetnice, predsjednica Dilma Rousseff službeno je posjetila Peru 11. studenog. Među glavnim ciljevima brazilsko-peruanskog strateškog saveza su integracija u infrastrukturi, suradnja (uglavnom u društvenim i sigurnosnim pitanjima), granična integracija i gospodarsko-trgovinska integracija.
U području fizičke integracije, nakon Međuoceanske autoceste, koja povezuje državu Acre s Pacifikom i otvorena 2011., dvije su zemlje počele proučavati projekt Bioceanske željeznice, predmet Memoranduma o razumijevanju između Brazila, Perua i Kine potpisanog u svibnja 2015. Ovi projekti su strateški za integraciju gospodarstava sjevernog i srednjeg zapada Brazila u Peru i Pacifik.

## Pogranični gradovi
- Assis Brasil, Acre (Brazil) - Iñapari (Peru)

## Vanjske poveznice
|  | Zajednički poslužitelj ima još gradiva o temi Brazilsko-peruanska granica |